# Hensjön, Jämtland
Hensjön är en sjö i Åre kommun i Jämtland och ingår i Indalsälvens huvudavrinningsområde. Sjön har en area på 2,82 kvadratkilometer och ligger 550 meter över havet. Sjön avvattnas av vattendraget Henån.

## Delavrinningsområde
Hensjön ingår i det delavrinningsområde (702789-136021) som SMHI kallar för Utloppet av Hensjön. Medelhöjden är 641 meter över havet och ytan är 13,89 kvadratkilometer. Det finns ett avrinningsområde uppströms, och räknas det in blir den ackumulerade arean 32,06 kvadratkilometer. Henån som avvattnar avrinningsområdet har biflödesordning 3, vilket innebär att vattnet flödar genom totalt 3 vattendrag innan det når havet efter 313 kilometer. Avrinningsområdet består mestadels av skog (64 procent). Avrinningsområdet har 2,81 kvadratkilometer vattenytor vilket ger det en sjöprocent på 20,2 procent.